# Раск, Виктор
Виктор Эмануэль Мартин Раск (швед. Victor Emanuel Martin Rask; 1 марта 1993, Лександ, Швеция) — шведский хоккеист, нападающий.
Воспитанник хоккейной школы ХК «Лександ». Выступал за ХК «Лександ», «Калгари Хитмен» (ЗХЛ), «Шарлотт Чекерс» (АХЛ).
Летом 2016 году заключил 6-летний контракт с «ураганами» на $ 24 млн.
В регулярных чемпионатах НХЛ по состоянию на окончание сезона 2021/22) сыграл 506 матчей и набрал 223 очка (89+134), в Кубке Стэнли — 7 матчей, 0 очков.
В составе сборной Швеции участник чемпионата мира 2015 года (8 матчей, 3+1); участник EHT 2015 (2 матча, 0+0). В составе молодежной сборной Швеции участник чемпионатов мира 2012 и 2013 годов. В составе юниорской сборной Швеции участник чемпионатов мира 2010 и 2011 годов.
Достижения
- Победитель молодёжного чемпионата мира (2012), серебряный призёр (2013)
- Серебряный призёр юниорского чемпионата мира (2010, 2011)